# 조종사 과실

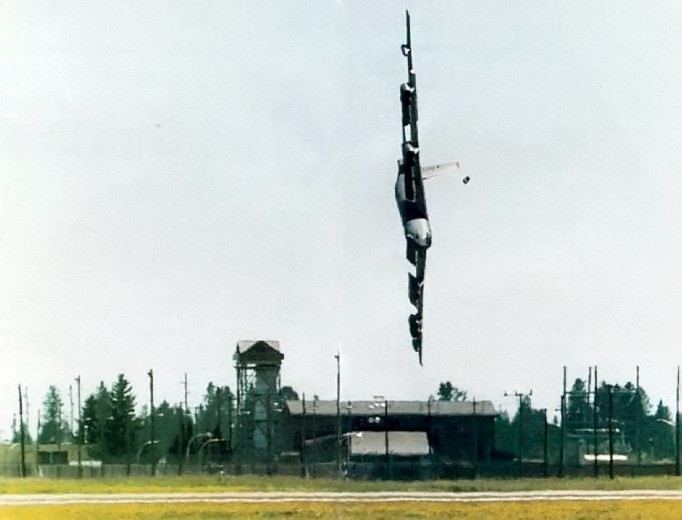
1994년에 발생한 페어차일드 공군기지 B-52폭격기 추락 사고 직전에 촬영된 사진. 사고 원인은 조종사의 무리한 조작이었다.

조종사 과실은 항공 사고의 원인 중 하나이다. 조종사가 어떠한 내용에 대해 착각하거나, 제공되는 정보를 무시하는 경우, 필요한 규칙을 잊는 경우 등이 이 유형에 해당한다.

## 같이 보기
- CFIT
- 인간요인오류
- 시차증
- 대한항공 007편 격추 사건
- 케냐 항공 507편